# 栗木安延
栗木 安延（くりき やすのぶ、1930年5月8日 - 2002年3月1日）は、日本のマルクス経済学者・歴史学者。専修大学名誉教授。博士（経済学）。

## 生涯
大分県中津市出身。雑貨商の家に生まれる。1944年、旧制大分県立中津中学校（現在の大分県立中津南高等学校・大分県立中津北高等学校の前身）在学中に、熊本陸軍幼年学校に入学した。しかし、敗戦に伴い、陸軍幼年学校は解散し、中津中学校に復学した。中学校卒業後、旧制第五高等学校（現在の熊本大学）への入学を希望したが、GHQが軍関係の学校に在籍していた者の旧制高等学校入学者に占める割合を制限したため、やむなく1948年、官立明治工業専門学校（現在の九州工業大学）に進学した。
このころから実家の家業が傾き始めたため、専門学校を中退し、学費の要らない国税庁熊本税務講習所に入学して、卒業後、税務署職員となった。東京の税務署に配属されたのを期に、東京都立大学に入学した。当初は近代経済学を専攻したが、次第に社会の矛盾に対する疑問からマルクス経済学への関心を深め、マルクス経済学に専攻を変更した。大学卒業後、当時、著名なマルクス経済学者が多かった専修大学大学院に進学した。
このころ、勉学に専念するため税務署を退職していたが、ついに実家の雑貨商の経営が破綻。安延の肩に家族の生活が重くのしかかるようになり、自動車会社や新聞社に勤務しながら、研究を続けた。
1962年、財団法人国民経済研究協会研究員となり、1964年、専修大学に助手として採用される。1966年・専任講師、1968年・助教授、1974年・教授に昇進。以後、2001年に定年退職するまで専修大学に奉職した。
2001年、専修大学を定年退職。研究に専念した矢先、翌年、多臓器不全で死去。享年71。

## 業績と活動
大学院時代や研究員時代は、地方史の編纂や労働関係の統計調査に従事していた。その後、日本の労働運動史を専門に研究していたが、次第にフォード・モーターの労使関係に関心が移り、長年かけてフォード・モーターの関係文書を入手。代表作である『アメリカ自動車産業の労使関係』にまとめている。
マルクス経済学者の中では、講座派に属していたが、日本共産党だけでなく、日本社会党や新左翼系の人々とも交流した。しかし、内ゲバに見られる新左翼の暴力的な体質には批判の目を向けていた。
晩年はアメリカのIT革命の動向や日本の社会主義運動史の見直しなどに関心を寄せたが、研究成果を残す前にこの世を去った。

## 著書

### 単著
- 『近代社会運動史序説』専修大学出版局、1989年。
- 『アメリカ自動車産業の労使関係-フォーディズムの歴史的考察』社会評論社、1997年。（1999年に改訂版を出版）

### 共著
- 塩田庄兵衛編『日本の労働問題』河出書房新社、1964年。
- 岩井弘融ほか『都市問題講座I　経済問題』有斐閣、1965年。
- 井汲卓一責任編集『現代日本資本主義講座I　動態と構造』日本評論社、1965年。
- 伊東岱吉ほか編『工業経済論』有斐閣、1968年。
- 専修大学社会科学研究所編『日本資本主義構造の研究』未來社、1968年。
- 高橋洸ほか編『講座現代賃金論3　国家独占資本主義と賃金政策』青木書店、1968年。
- 高橋洸ほか編『講座現代賃金論2　日本資本主義と賃金』青木書店、1968年。
- エコノミスト編集部『戦後日本経済（マルクス経済学編）研究の成果と展望 下』毎日新聞社、1970年。
- 岡崎三郎ほか『日本の産業別組合』総合労働研究所、1971年。
- 『品川区史　資料編』品川区、1971年。
- 『中野区史　昭和編I』中野区、1971年。
- 『中野区史　昭和編II』中野区、1972年。
- 藤原彰ほか編『太平洋戦争史3　日中戦争』青木書店、1973年。
- 『中野区史　昭和編III』中野区、1973年。
- 加藤幸三郎ほか『品川区史通史編下』品川区、1974年。
- 藤原彰ほか『日本の民衆の歴史　第11巻　民衆の時代へ』三省堂、1976年。
- 藤原彰ほか『岩波講座日本歴史第22巻現代I』岩波書店、1977年。
- 児玉幸多総監修『品川の歴史』品川区教育委員会、1979年。
- 『新修港区史』港区、1979年。
- 記念文集編集委員会『革命偉業と朝鮮の発展-金日成主席生誕70周年を祝う』岩井章事務所、1979年。
- 小林義雄ほか『小林義雄教授古稀記念論集-回想録と日本経済』西田書店、1983年。
- 村岡到・栗木安延『トロツキーとコミンテルン』稲妻社、1987年。
- 『近代日本社会運動史人物大辞典』日外アソシエーツ株式会社、1997年。
- 石塚正英編『海越えの思想家たち』社会評論社、2001年。
- いいだももほか『検証内ゲバ-日本社会運動史の負の教訓』社会批評社、2001年。
- 小島亮編『福本和夫の思想-研究論文集成』こぶし書房、2005年。